# Polyosma alangiacea
Polyosma alangiacea är en tvåhjärtbladig växtart som beskrevs av Ferdinand von Mueller. Polyosma alangiacea ingår i släktet Polyosma och familjen Escalloniaceae. Inga underarter finns listade i Catalogue of Life.